# Mando Militar Lealista Combinado
El Mando Militar Lealista Combinado (en inglés, Combined Loyalist Military Comamnd, CLMC) es una organización que abarcaba a los grupos paramilitares lealistas en Irlanda del Norte, fundada a principios de los años 90, a la imagen de los anteriores Consejo del Ejército del Úlster y Comité Coordinador Lealista Central.
Hoy en día, aunque la organización sigue teóricamente activa, ha perdido el control de las acciones lealistas y, debido a las fricciones entre UDA y la UVF, carece de la importancia que tuvo en sus inicios.
- Datos: Q5991289